# سولاوسی شمالی
سولاوسی شمالی (به اندونزیایی: Sulawesi Utara) یک استان در اندونزی است که در شمال این کشور واقع شده است.

## خصوصیات
سولاوسی شمالی ۱۳٬۸۵۱٫۶۴ کیلومترمربع مساحت و ۲٬۳۸۲٬۹۴۱ نفر جمعیت دارد.